# Update software
update software AG – przedsiębiorstwo informatyczne z siedzibą w Wiedniu będące dostawcą systemów CRM (ang. Customer Relationship Management). Spółka notowana jest na giełdzie we Frankfurcie nad Menem. 
Polskim oddziałem spółki jest firma update CRM.

## Działalność
Przedsiębiorstwo powstało jako update Marketing Ges.mbH w 1988 roku w Wiedniu. W kolejnych latach rozszerzyło swoją działalność w Europie i Stanach Zjednoczonych. W 1997 roku zostało przekształcone w spółkę akcyjną.
Centrala spółki znajduje się w Wiedniu. Europejskie oddziały zlokalizowane są w Polsce, Niemczech, Szwajcarii, Holandii, Francji, Czechach i na Węgrzech. Według danych na 2013 r., z rozwiązań update software AG korzystało ponad 200 000 użytkowników z 1700 przedsiębiorstw.

### Produkty
update software AG dostarcza rozwiązania do zarządzania relacjami z klientami, które wspierają procesy sprzedaży, marketingu i obsługi serwisowej. Najnowsza wersja oprogramowania – update.CRM – jest dostępna zarówno w wersji SaaS, jak i poprzez instalację licencji oprogramowania na własnych serwerach firmy (on-premise). System firmy update software AG przeznaczony jest dla przedsiębiorstw z sektora:
- finansowego,
- przemysłowego i produkcji maszyn,
- budowlanego i zaopatrzenia budownictwa,
- farmaceutycznego i technologii medycznych,
- dóbr konsumpcyjnych,
- mediów i innych.

### Nagrody i wyróżnienia
Oprogramowania firmy update były wielokrotnie nagradzane. Najważniejsze z wyróżnień to:
- nagroda Red dot award 2013[4] (za aplikację mobilną CRM.pad w kategorii communication design)
- certyfikat jakości CRM przyznawany przez Schwetz Consulting (trzykrotnie; ostatnio w 2013 r.)
- tytuł Innowacyjny produkt roku (Innovator of the Year Award) przyznawany przez CRM World
- laureat zestawienia Top 15 CRM Award opracowywanego przez Laboratorium ISM Software (11-krotnie)
- laureat CRM Best Practice Awards

### Oddział w Polsce
Polskim oddziałem spółki jest firma update CRM z siedzibą w Warszawie. Powstała w 2005 r. jako efekt przejęcia przez update software AG spółki Process4E SA.